# Tauno Kukkamäki
Tauno Johannes Kukkamäki, född 11 oktober 1909 i Heinola landskommun, död 1 maj 1997 i Esbo, var en finländsk geodet.
Kukkamäki, som var son till jordbrukaren Juho Kukkamäki och Aina Maria Roni, blev student 1926, filosofie kandidat 1930, filosofie magister 1932, filosofie licentiat 1933 och filosofie doktor 1940. Han var precisionsnivellör vid Geodetiska institutet 1935–1940, yngre statsgeodet 1940–1957 samt äldre statsgeodet och professor 1957–1963. Han var föreståndare för Geodetiska institutet 1955–1956 och 1959–1961 samt chef för institutet 1963–1977. Han bedrev undervisning vid Helsingfors universitet, där han var docent 1940–1963, och vid Åbo universitet. Han var även forskare och lärare vid Ohio State University 1952–1954. Han var medlem av gränsbesiktníngskommittéerna vid Moskvafredens gräns 1940 och Porkalaområdets gräns 1944.
Kukkamäki var ledare för solförmörkelseexpeditioner till Guldkusten 1947, för geodetisk expedition till Argentina 1953, för Ohio State Universitys solförmörmörkelseexpedition till Grönland 1954 och för geodetisk expedition till Nederländerna 1957. Han innehade sakkunniguppdrag för Förenta nationerna (FN) i Burma 1957–1958. Han var under många år verksam i International Association of Geodesy, där han var vicepresident 1957–1960 och president 1975–1979. Han blev arbetande ledamot i Geografiska sällskapet i Finland 1936 och var ordförande i detta sällskap 1956 och 1962. Han invaldes som ledamot av Finska Vetenskapsakademien 1951 och av Akademin för tekniska vetenskaper 1959. 
Kukkamäkis kanske främsta insats var formlerna med vilka de optiska felen från precisionsnivelleringen kan raderas.

## Utmärkelser
Den 1941 upptäckta asteroiden 2159 Kukkamäki uppkallades 1980 efter honom.